# Stolas
Stolas (Sail the ocean, live at sea) — американський постгардкор-гурт із Лас-Вегаса, штат Невада, створений 2011 року. До остаточного складу гурту входили Карло Маркес (вокал, ударні, бас) і Серхіо Медіна (гітара, бек-вокал). Гурт був підписаний як перший гурт на Blue Swan Records у 2013 році, звукозаписному лейблі, заснованому Віллом Своном з Dance Gavin Dance. Вони випустили один мініальбом Losing Wings (2012) і три студійні альбоми Living Creatures (2013), Allomaternal (2014) і Stolas (2017). Гурт підписав контракт з Equal Vision Records у 2016 році.
Stolas відомі тим, що поєднують прогресивні елементи з постгардкорною музикою.

## Історія

### Формування та мініальбомLosing Wings(2011—2012)
Гітарист і вокаліст Джейсон Вейче та барабанщик Карло Маркес виросли в Кінгмені, штат Арізона, і почали грати разом у середній школі. Вони разом працювали над багатьма музичними проєктами, а потім переїхали до Лас-Вегаса, штат Невада. Протягом двох років Маркес і Вейче грали в місцевому гурті Лас-Вегаса The Akashic Record.
Гітарист Серхіо Медіна та басист Ар Джей Рейнольдс навчалися в одній школі виконавських мистецтв у Лас-Вегасі й обидва брали участь у місцевих музичних виступах. Вони обоє були учасниками гурту Elessar, а Серхіо також був учасником гурту Inherit the Sky.
У 2011 році четверо об'єдналися як гурт і спільно написали пісню «Time & The Sun». До кінця року гурт з чотирьох учасників почав записувати музику під назвою Stolas і записав дебютний мініальбом під назвою Losing Wings, використовуючи стару модель комп'ютера Dell. Losing Wings вийшов незалежно у 2012 році.

### Підписання контракту з Blue Swan Records іLiving Creatures(2012—2013)
Під час перерви між гастролями зі Столасом, Медіна замінив гітариста Hail the Sun і став гітарним техніком як Hail the Sun, так і Dance Gavin Dance у турі Rock Yourself to Sleep наприкінці 2012 року. Медіна показала матеріал Stolas Віллу Свону, який підписав контракт із гуртом на нещодавно створеному лейблі Blue Swan Records. Stolas записали повноформатний дебютний альбом Living Creatures Decoy Music у студії Pus Cavern у Сакраменто. Колеги Свона та інші вокалісти подібних гуртів були представлені в альбомі, включаючи колишніх вокалістів Dance Gavin Dance Тіліана Пірсона, Джонні Крейга, Курта Тревіса (раніше з A Lot Like Birds), Корі Локвуда (також з A Lot Like Birds) і Донована Мелеро з Hail the Sun. Альбом Living Creatures вийшов 14 березня 2013 року й отримав схвальні відгуки публіки.

### Allomaternalі відхід Джейсона Вейча (2014—2015)
Другий альбом гурту, Allomaternal, вийшов 7 листопада 2014 року на Blue Swan Records. Концептуальний альбом, заснований на історії, створеній басистом RJ Reynolds, Allomaternal вважався чудовим продовженням хороших відгуків і зростаючої фан-бази альбому Living Creatures. Після довгих турне з гуртами як-от Dance Gavin Dance і Letlive, квартет став хедлайнером туру «Allomaternal Tour» за підтримки Artifex Pereo, Eidola та Icarus the Owl.
22 жовтня 2015 року стало відомо, що гітарист Джейсон Вейче залишив гурт. В заяві гурту йшлося: «…ми бажаємо Джейсону всіх успіхів у світі в майбутніх музичних проєктах, а також в його багатообіцяючій кар'єрі в графічному дизайні. Він залишається великим другом для всіх нас, і останні чотири роки роботи з ним були незабутніми». Тріо продовжувало писати музику без нього: Маркес виконував вокал, Серхіо взяв на себе вокальних обов'язків, а до кінця 2015 року гурт оголосив нового учасника, який гратиме на барабанах.

### Stolas(2016—2018)
10 березня 2016 року гурт випустив нову пісню «Catalyst» з вокалом Карло. Пісня є синглом, оскільки гурт планував провести її ремастеринг для нового альбому.
7 грудня 2016 року гурт оголосив про підписання контракту з Equal Vision Records. Однойменний третій студійний альбом гурту вийшов 17 березня 2017 року.
28 квітня 2017 року Ар Джей Рейнольдс покинув гурт.
23 травня 2018 року гурт оголосив про розпад після останнього виступу в оригінальному складі.
7 серпня 2018 року гурт офіційно оголосив про розпад.

## Склад гурту
Останній склад
- Карло Маркес — ударні, вокал (2011–2018); бас (2017)
- Серхіо Медіна — соло-гітара, бек-вокал (2011–2018); ритм-гітара, вокал (2015–2018)
- Боббі Лайонс — бас (2017–2018)

Колишні учасники
- Джейсон Велче — ритм-гітара, вокал (2011–2015)
- Ар Джей Рейнольдс — бас (2011–2017)

Гастрольні учасники
- Карлос Сілва — барабани (2016)
- Тім Браун — Гітара (2017)
- Натан Слетнер — ударні (2017–2018)

Часова шкала

## Дискографія
Студійні альбоми
- Living Creatures (2013, Blue Swan Records)[16]
- Allomaternal (2014, Blue Swan Records)
- Stolas (2017, Equal Vision Records)

Мініальбоми
- Losing Wings EP (2012, вийшов самостійно[17])